# 조지 바나
조지 바나 (George Barna, 1955년 ~ )는 1984년에 The Barna Group을 설립한 사람이다. 이 그룹은 시장 조사(market research)와 여론 조사와 미디어 마케팅을 전문으로 하는 기업이다. 그는 교회 마케팅(marketing)의 대부다. 조지 바나는 “예수는 마케팅 전문가다”라고 말하였다. 소비자가 원하는 물건을 만들어야 그 물건이 성공적으로 팔린다. 사람들이 원하는 교회로 변화돼야 그 교회가 성공한다는 것이다.

## 저서
- 『교회선택의 기준』
- 『교회 폭발』(Boiling point)
- 『교회 혁명』
- 『리더십을 갖춘 지도자』